# Mojolegi (Teras)
Mojolegi is een bestuurslaag in het regentschap Boyolali van de provincie Midden-Java, Indonesië. Mojolegi telt 3433 inwoners (volkstelling 2010).